# Клаус Фукс
Емил Јулијус Клаус Фукс (Риселсхајм, 29. децембар 1911 — Дрезден, 28. јануар 1988) је био немачки теоријски физичар и шпијун. Био је осуђен јер је током и кратко након Другог светског рата снабдевао Совјетски Савез информацијама о америчком и британском развоју атомске бомбе. Фукс је био изузетно способан научник, који је био одговоран за многа теоријска израчунавања прве атомске бомбе, а касније и хидрогенске бомбе за време боравка у Лос Аламосу.

## Детињство и младост
Рођен је у Риселсхајму у Немачкој, као треће од четворо деце лутеранског пастора Емила Фукса, професора теологије на универзитету у Лајпцигу. Његова бака, мајка и сестра су починиле самоубиство. Друга сестра му је имала шизофренију. Студирао је на универзитету у Лајпцигу и у Килу. Док је студирао у Килу укључио се у политику учланивши се у Социјалдемократску партију Немачке, а од 1932. и у Комунистичку партију Немачке. Имао је сукоб са нацистима, па 1933. бежи у Француску, а одатле у Бристол у Енглеској. Докторирао је физику 1937. на универзитету у Бристолу под менторством Невила Мота. Био је и на универзитету у Единбургу код Макса Борна. Један његов значајан рад о квантној механици из 1936. омогућио му је да добије 1937. место у Единбургу.

## Рад током рата и шпијунажа
Када је почео Други светски рат грађани Немачке у Британији су били интернирани, па се и Фукс нашао у једном логору на Ману, а касније у Квебеку од јуна до децембра 1940. Пустили су га након интервенције професора Борна. Почетком 1941. Фукс је био поново у Единбургу. Рудолф Пајерлс га је замолио и ангажовао да ради на британском пројекту атомске бомбе.
Руска војна обавештајна служба ГРУ је 10. августа 1941. је поново успоставила контакт са Фуксом. Његов контакт је био Рут Вернер, немачки комуниста. Након инвазије Немачке на Совјетски Савез Фукс је одавао војне тајне Совјетском Савезу, јер је веровао да Совјетски Савез треба знати шта САД и Велика Британија раде у тајности. Касније је сведочио да је контактирао старог пријатеља из Комунистичке партије Немачке, а да га је овај упознао са везом у совјетској амбасади у Британији. Његово шифровано име је било Рест.
Фукс је 1943. заједно са Рудолфом Пајерлсом отишао да ради за пројекат Менхетн на Универзитету Колумбија у Њујорку. У САД је био под контролом НКГБ-а. Од августа 1944. радио је у теоријском одељењу у Лос Аламосу под водством Ханса Бетеа. Његово главно поље истраживања је био проблем имплозије фисионог материјала плутонијумске бомбе. У једном тренутку је радио прорачуне, које је Едвард Телер одбио јер га није интересовало. Фукс-Нордхајмова метода омогућује рачунање енергије фисионог система, који је јако близу критичне тачке. Касније је имао патент са Џоном фон Нојманом о методи да се започне фузија хидрогенске бомбе помоћу имплозионог окидача. Присуствовао је и тесту прве атомске бомбе, тј. Тринити тесту.
Од 1947. до 1949. Фукс је својој вези, Александру Феликсову давао основне теоријске планове за стварање хидрогенске бомбе и почетне нацрте за њен развој у фази у којој су они били 1948. у САД и Британији. Фукс је дао и резултате тестног испаљивања хидрогенске бомбе. Шест пута се срео са Феликсовом. Дао му је кључне податке за производњу уранијума 235 и навео му је да је америчка производња сто килограма уранијума и двадесет килограма плутонијума месечно. На тај начин Совјетски Савез је могао израчунати број америчких атомских бомби и закључити да САД још нису биле спремне за нуклеарни рат крајем четрдесетих или почетком педесетих. Фуксове информације су се десиле у исто време кад и извештај Доналда Меклина из Вашингтона 1948. Совјетски Савез је знао да САД немају довољно нуклеарног наоружања да би се суочили са блокадом Берлина и са победом комуниста у Кини.
Фукс је касније сведочио да је детаљне информације о пројекту предао куриру Харију Голду 1945, а о хидрогенској бомби 1946. и 1947. Фукс је био на конференцији о заједничкој политици размене атомских тајни између САД, Британије и Канаде. Доналд Меклин је присуствовао истој конференцији. Фукс се 1946. вратио у Енглеску, где је био шеф теоријког одсека Харвелове инсталације за атомска истраживања. Ту су га обавештајни официри саслушавали због цурења важних шифри према Русима у случају званом Венона пројект.
Фукс је признао 1950. након дугога испитивања. Осуђен је 1. марта 1950. на 14 година затвора, што је била максимална казна за одавање војних тајни пријатељској држави. Совјетски Савез је 7. марта издао саопштење негирајући да је Фукс совјетски шпијун.
Фуксово сведочење су америчке и британске службе користиле да би оптужиле и Харија Голда, који је био кључни сведок у процесу против Розенбергових.

## Вредност Фуксових података за Совјетски Савез
Ханс Бете је једном рекао да је Клаус Фукс једини физичар за кога зна да је променио историју. Није тачно познато колико је Фуксова информација имала утицај на руску бомбу, јер је брзина руског програма зависила о томе колико уранијума могу да произведу. Неки руски научници тврде да су их Фуксови подаци чак и спречавали, јер је Берија инсистирао да прва руска бомба и по изгледу личи на америчку, а Руси су већ нашли бројна побољшања. Предмет дебата је и питање да ли су биле корисне Фуксове информације о хидрогенској бомби. Већина се ту слаже са Хансом Бетеом, који каже да се мало знало о механизму хидрогенске бомбе за време док је Фукс радио на том програму. Ти рани дизајни нису били ни од какве користи. Совјетски физичар Герман Гончаров истраживао је декласификовани Фуксов рад и утврдио да Фукс није допринео водоничној бомби. Фуксов патент из 1946. је још увек тајна тако да је тешко прецизно проценити Фуксов значај и значај информација које је предао Русима.

## Каснији живот
Након признања осуђен је на 14 година затвора. Суђење је трајало 90 минута. Одузето му је и британско држављанство. Ослобођен је 23. јуна 1959. Дозволили су му да емигрира у Немачку Демократску Републику (Источну Немачку). Наставио је да живи у Дрездену. Оженио се 1959. пријатељицом из комунистичких дана. Наставио је са научном каријером и постигао значајне успехе. Био је и члан Академије наука. Касније је постао заменик директора Института за нуклеарна истраживања у Росендорфу, где је радио до пензионисања 1979. Добио је Орден заслуга за отаџбину и Орден Карла Маркса. Умро је у Дрездену 1988.